# ايرو إيه 22
ايرو إيه 22 (بالإنجليزية: Aero A.22)‏ هي طائرة منافع، ذات سطحين، تتسع لراكبين.أنتجت في تشيكوسلوفاكيا. من صناعة ايرو فودوتشودي.